# Ludwik XVI
Ludwik XVI, fr. Louis August de France, (ur. 23 sierpnia 1754 w Wersalu, zm. 21 stycznia 1793 w Paryżu) – książę de Berry, następnie delfin de Viennois, ostatecznie król Francji i Nawarry od 1774 do 1791, potem król Francuzów (Roi des Français) do 1792.
Syn Ludwika Ferdynanda i Marii Józefy Wettyn. Wnuk Ludwika XV i Marii Leszczyńskiej (prawnuk króla Polski – Stanisława Leszczyńskiego), oraz króla Polski – Augusta III. Starszy brat królów: Ludwika XVIII i Karola X z dynastii Burbonów, oraz Madame Klotyldy i Madame Elżbiety. Jego żoną była Maria Antonina.
Lata panowania Ludwika XVI to czasy wielkich problemów gospodarczo-finansowych państwa. Swe rządy 20-letni król rozpoczął więc od próby reform dotyczących głównie finansów, ograniczenia podatków, regulacji cen. Spotkały się one z ostrymi zastrzeżeniami tych, którzy na proponowanych zmianach mieli stracić, więc król zmieniał ministrów skarbu przedkładających coraz to nowe koncepcje, lecz ostatecznie żadne nie zostały do końca wdrożone. Nie udało się ograniczyć wysokich apanaży arystokracji i dworu królewskiego, ani wydatków na utrzymanie wielkich armii, związanych z polityką zagraniczną. Rok po objęciu tronu król zapisał się do nadwornej loży wolnomularskiej. Wraz z dwoma braćmi był inicjowany do loży Trois-Frères à l’Orient de la Cour.
W latach 1757–1773 był wielkim mistrzem Połączonych Zakonów św. Łazarza z Jerozolimy i Najświętszej Marii Panny z Góry Karmel, a następnie przyjął tytuły protektora zakonu św. Łazarza z Jerozolimy i suwerena zakonu NMP z Góry Karmel.

## Dzieciństwo Ludwika XVI
Ludwik August Burbon był siódmym dzieckiem Ludwika Ferdynanda (1729–1765) i jego drugiej żony Marii Józefy Wettyn (1731–1767) oraz pierwszym synem, który dożył dorosłości. Od narodzin był tytułowany księciem de Berry (do 1765), a później delfinem Francji (1765–1774).
Miał trudne dzieciństwo, gdyż jego rodzice bardziej troszczyli się o jego starszego brata, Ludwika Józefa, księcia Burgundii (1751–1761), który był przez nich postrzegany jako mądrzejszy i przystojniejszy. Ludwik August był silnym i zdrowym dzieckiem, ale nieśmiałym. Skupiał się głównie na nauce, a jego ulubionymi przedmiotami były: łacina, historia, geografia i astronomia, ponadto znał biegle języki włoski i angielski. Uwielbiał aktywność fizyczną, m.in. polowania z dziadkiem, królem Francji Ludwikiem XV (1710–1774), oraz różne gry i zabawy z młodszymi braćmi: Ludwikiem Stanisławem Xavierem (1755–1824), hrabią Prowansji i Karolem Filipem (1757–1836), hrabią Artois. Od wczesnego dzieciństwa był zachęcany do pogłębiania jego innego zainteresowania – ślusarstwa, co było uważane za pożyteczne zajęcie dla dziecka.
Po śmierci ojca, który zmarł na gruźlicę 20 grudnia 1765, wówczas 11-letni Ludwik August został nowym delfinem Francji. Jego matka nigdy nie pozbierała się po utracie męża i zmarła 13 marca 1767 (również na gruźlicę). Surową i konserwatywną edukację młody delfin otrzymał od Pawła Franciszka de Quelen de la Vauguyon (1746–1828), który był guwernerem Dzieci Francji (tak nazywano królewskie dzieci) w latach 1760–1770. Nie mniej jednak nie został odpowiednio przygotowany do pełnienia roli króla i rządzenia tak potężnym krajem, jakim wówczas była Francja. W ciągu swej edukacji otrzymał mieszaninę wykształcenia z zakresu religii, moralności i nauk humanistycznych. Jego pozostali nauczyciele mogli przyczynić się do ukształtowania Ludwika Augusta jako niezdecydowanego i nieumiejącego podjąć decyzji króla, jakim okazał się w czasie swojego 18-letniego panowania – opat Berthier nauczył go bowiem, że nieśmiałość jest cechą cenioną oraz pożądaną u monarchów, a opat Soldini, który był jego spowiednikiem, poinstruował go, aby nie pozwolił ludziom czytać w swoich myślach.

## Życie prywatne
16 maja 1770, w wieku 15 lat, ożenił się z 14-letnią arcyksiężniczką Marią Antoniną Habsburg-Lotaryńską (1755–1793), najmłodszą córką cesarza Świętego Cesarstwa Rzymskiego Franciszka I Lotaryńskiego (1708–1765) i cesarzowej Marii Teresy Habsburg (1717–1780). Ich małżeństwo spotkało się z wrogim nastawieniem francuskiej opinii publicznej, ponieważ uważano, że sojusz Francji z Austrią wciągnął kraj w fatalną wojnę siedmioletnią, w której Francuzi zostali pokonani przez Brytyjczyków w Europie i w Ameryce Północnej. Ponadto w tymże czasie Francuzi postrzegali bliskie relacje z Austrią jako niekorzystne, a sama Maria Antonina była widziana jako niepożądana cudzoziemka. Dla młodej pary małżeństwo było początkowo miłe, ale zdystansowane. Nieśmiałość Ludwika Augusta oraz jego impotencja, a także młody wiek i niedoświadczenie nowożeńców spowodowały, że małżeństwo zostało skonsumowane dopiero siedem lat po ślubie. Jego obawy przed byciem manipulowanym przez żonę w celu osiągnięcia korzyści dla Austrii przyczyniły się do chłodnego traktowania żony. Z upływem czasu małżonkowie stali się sobie bliscy i choć myślano, że ich małżeństwo zostało skonsumowane w lipcu 1773, to tak naprawdę doszło do tego dopiero w 1777.
Para królewska nie doczekała się dzieci w ciągu pierwszych siedmiu lat małżeństwa, co dla dworu i opinii publicznej było niepokojące. Co więcej, brak jakiegokolwiek potomka spowodował powstawanie nieprzychylnych pamfletów na temat pary. Powody początkowego niepowodzenia w spłodzeniu potomka były wówczas tematem debat wielu ówczesnych badaczy. Niektórzy twierdzili, że Ludwik August cierpiał na jakieś schorzenie fizyczne, które uniemożliwiało mu odbycie stosunku z Marią Antoniną. Była to prawdopodobnie stulejka, zasugerowana przez królewskich lekarzy w 1772. Historycy są przekonani, że ten „kłopotliwy problem” został rozwiązany za pomocą operacji – obrzezania. Lekarze na francuskim dworze królewskim nie byli postrzegani jako uzdolnieni i kompetentni chirurdzy. Za tezą o „kłopotliwym problemie” Ludwika XVI, który utrudniał mu spłodzenie potomka, stał Stefan Zweig. Ta teza powstała pod wpływem jego przyjaciela, Zygmunta Freuda, który zasugerował ją jako jedną z możliwości.
Większość współczesnych historyków uważa, że Ludwik XVI nie został poddany obrzezaniu, opierając się na przekazie z 1777, pochodzącym od pruskiego dyplomaty, barona von der Goltza. Twierdził on, że król Francji na pewno odmówił zgody na przeprowadzenie zabiegu chirurgicznego. Ten przekaz potwierdza również cesarz Józef II Habsburg-Lotaryński (1741-1790), który w czasie swojej wizyty na francuskim dworze uczestniczył w polowaniach wraz ze swoim szwagrem, królem Francji, co zapisał w swym dzienniku. Tę teorię potwierdza fakt, że Ludwik XVI często uczestniczył w polowaniach i niemożliwe było przejście, tak wówczas poważnej, operacji i po krótkiej rekonwalescencji branie aktywnego udziału w polowaniu. Gdyby król Francji przeszedł zabieg obrzezania, to musiałby spędzić kilka tygodni w swych apartamentach. Cesarz Józef II w listach do matki, cesarzowej Marii Teresy, bez ogródek opisywał brak doświadczenia szwagra i siostry w sprawach łóżkowych, a także brak zainteresowania tymi sprawami ze strony Marii Antoniny. Jednak za jego radą Ludwik XVI postanowił się przyłożyć do obowiązków małżeńskich i w sierpniu 1777 małżeństwo zostało skonsumowane. Osiem miesięcy później podejrzewano, że królewska małżonka jest brzemienna.
Ostatecznie, pomimo początkowych problemów pary królewskiej w spłodzeniu potomka, Ludwik XVI i Maria Antonina zostali rodzicami czwórki dzieci, a byli to:
- Maria Teresa Charlotta ur. 19 grudnia 1778, zm. 19 października 1851,
- Ludwik Józef Ksawery Franciszek, delfin ur. 22 października 1781, zm. 4 czerwca 1789,
- Ludwik Karol ur. 27 marca 1785, zm. 8 czerwca 1795 – delfin Francji (1789–1793), a później tytularny król Francji jako Ludwik XVII (1793–1795),
- Zofia Helena Beatrycze ur. 9 lipca 1786, zm. 19 czerwca 1787.

Dwórka królowej Madame Campan odnotowała, że Maria Antonina poroniła dwukrotnie – w lipcu 1779 i w listopadzie 1783.

## Wojna o niepodległość Stanów Zjednoczonych
W 1778 r. po zwycięstwie wojsk amerykańskich pod Saratogą, Francja zaangażowała się w wojnę o niepodległość kolonii północnoamerykańskich przeciwko Wielkiej Brytanii, podpisując sojuszniczy traktat z USA i wysyłając siedmiotysięczny wojskowy korpus ekspedycyjny oraz finansując zakupy broni dla powstańców. Wojna zakończyła się w 1783 r. utworzeniem nowego państwa, republiki Stanów Zjednoczonych Ameryki, a dla Francji dalszą ruiną finansów państwowych. Spotęgowały one tylko napięcia społeczne i nastroje wrogie istniejącej absolutystycznej władzy królewskiej.

## Zwołanie Stanów Generalnych
By zaradzić kryzysowej sytuacji, Ludwik XVI zdecydował się na restytucję, po 175 latach, Stanów Generalnych, to jest zgromadzenia przedstawicieli trzech stanów: duchowieństwa, szlachty i mieszczaństwa, jako organu doradczego króla, celem ustanowienia nadzwyczajnych podatków. Rozpoczęły one swe obrady w Wersalu 5 maja 1789 r. Od początku zaznaczyły się poważne rozbieżności między stanowiskami poszczególnych stanów. Wszyscy, co prawda, chcieli reform, w tym zmian podatkowych, lecz nie kosztem swych własnych przywilejów.
Po dwóch miesiącach formalnych obrad Stany Generalne przekształciły się w Zgromadzenie Narodowe, podkreślając w ten sposób swe ogólnonarodowe przedstawicielstwo i rozpoczęły prace nad nową konstytucją ustrojową państwa. Prym w Zgromadzeniu wiedli przedstawiciele burżuazji, to jest bogatego mieszczaństwa, z gen. La Fayette, bohaterem niedawnej niepodległościowej wojny amerykańskiej, na czele.

## Rewolucja

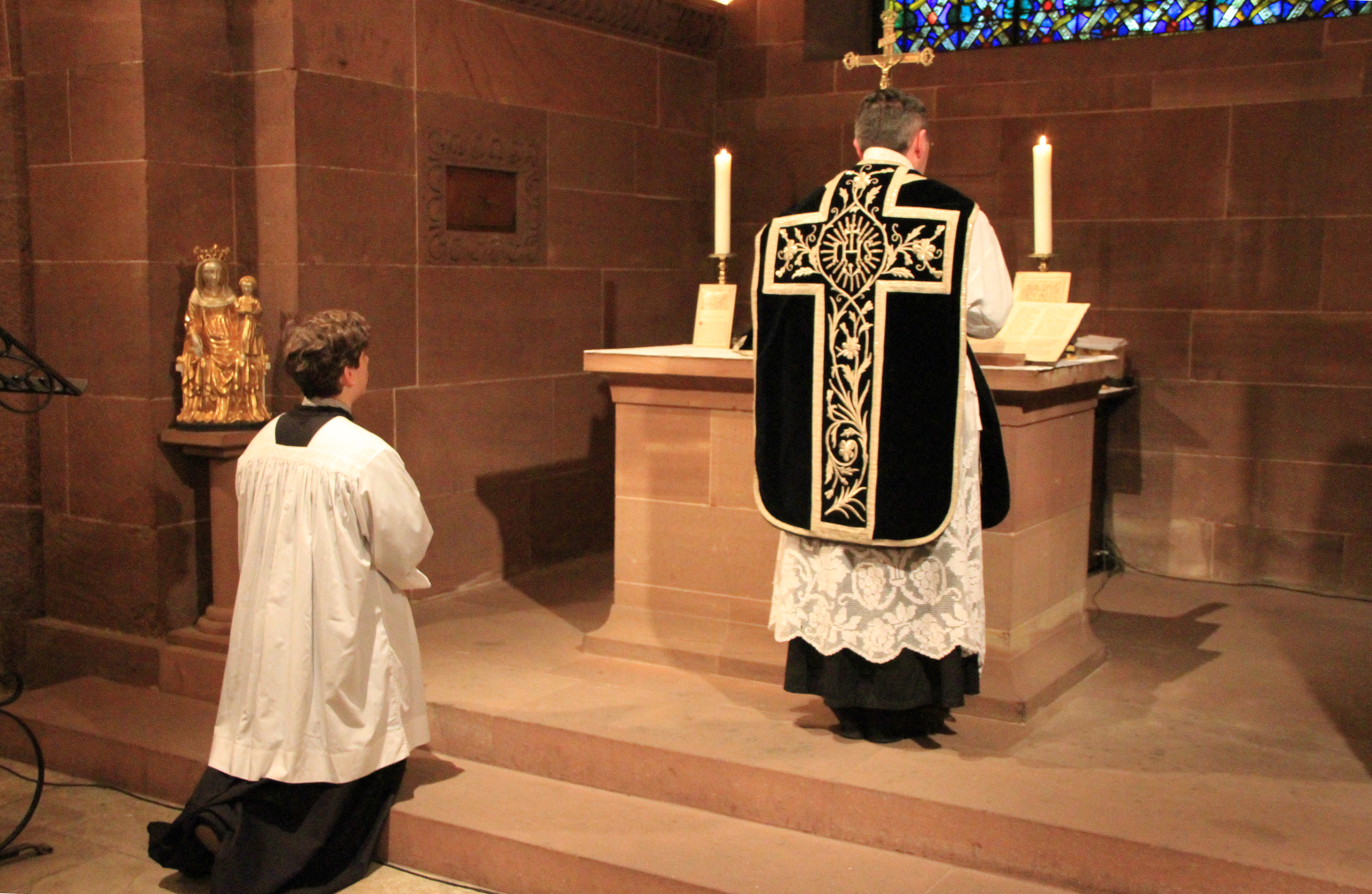
Requiem trydenckie za Ludwika XVI i ofiary rewolucji francuskiej w krypcie katedry w Strasburgu

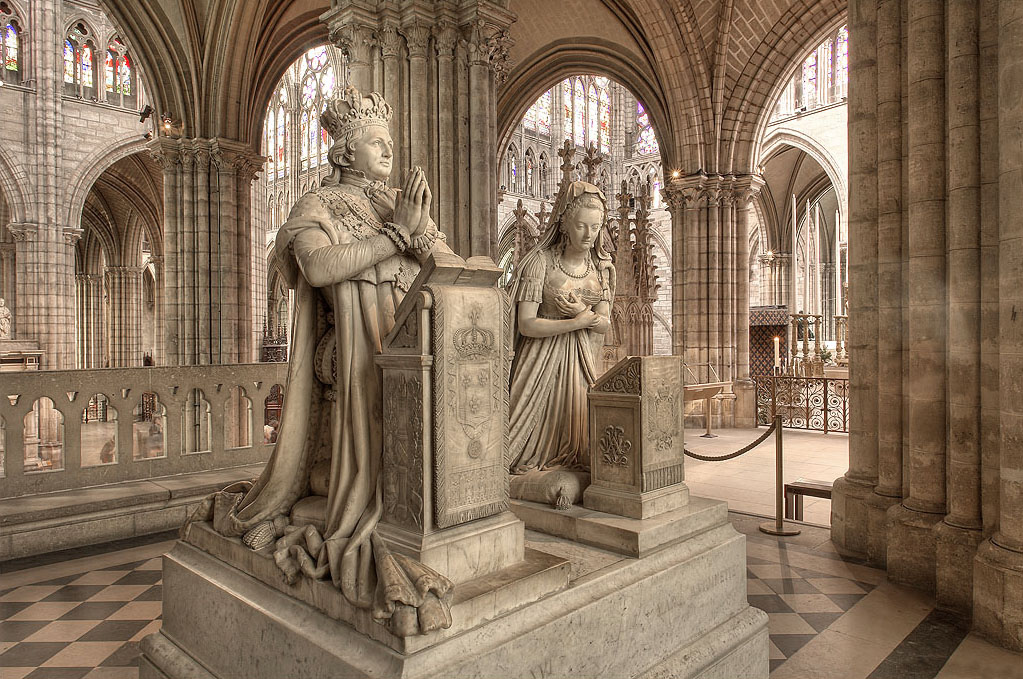
Wyidealizowane posągi Ludwika XVI i Marii Antoniny w Saint-Denis

Król nie chciał żadnej nowej konstytucji i zgromadził wokół Wersalu i Paryża 20 tys. wojska, najwidoczniej zamierzając rozpędzić Zgromadzenie Narodowe lub narzucić mu swą wolę; nie doszło do tego wobec wmieszania się w bieg spraw ludu paryskiego. Mianowicie 11 lipca 1789 rozpoczęły się wielkie zamieszki uliczne, powstały komitety rewolucyjne, rozpoczęło się formowanie Gwardii Narodowej i milicji sankiulockiej i jej uzbrajanie w broń uzyskaną z arsenałów paryskich. Gdy dowódca oraz obsada fortu-więzienia w Bastylii na przedmieściu Paryża stawiła tłumowi opór, nastąpiło oblężenie fortu, jego zdobycie w szturmie, a następnie całkowite zburzenie. Rozpoczęła się rewolucja francuska, a dzień zdobycia Bastylii, to jest 14 lipca, ustanowiony został później świętem narodowym Francji.
Po 15 lipca Ludwik XVI wycofał wojsko z Paryża, rzekomo godząc się na burżuazyjno-mieszczańskie postulaty przebudowy ustroju państwa na monarchię konstytucyjną; potajemnie ściągnął jednak do Wersalu regiment flandryjski, najwidoczniej przygotowując się do przywrócenia pełni swej władzy. Wtedy przeniesiono króla do centrum Paryża pod kontrolę rewolucyjnych władz. Ostatecznie Zgromadzenie Narodowe uchwaliło we wrześniu 1791 r. nową konstytucję ustrojową, ustanawiającą we Francji monarchię konstytucyjną, ale już w następnym roku monarchia została zlikwidowana na rzecz ustroju republikańskiego.

### Upadek monarchii
Po klęskach wojsk francuskich w wojnie z Austrią król został 10 sierpnia 1792 zawieszony przez Zgromadzenie Narodowe i zamknięty w więzieniu Temple.

### Proces i śmierć
11 stycznia 1793 w Konwencie odbył się proces „Obywatela Kapeta” o zdradę stanu. Obywatelem Kapetem był nazwany dawny król Francji. Nazwa ta wzięła się od Hugona Kapeta (zm. 996) – pierwszego władcy Francji z dynastii Kapetyngów. Ludwik XVI i cała dynastia Burbonów często odwoływała się do związków rodzinnych z pierwszymi władcami Francji, dlatego też gdy w okresie rewolucji zniesiono tytuły arystokratyczne zaczęto nazywać byłego króla Ludwik Kapet. Określenie Obywatel Kapet miało zaś dla republikanów wydźwięk symboliczny, ale było też ironiczne.
Obywatel Kapet został skazany na śmierć. Wyrok został wykonany 21 stycznia 1793 przy użyciu gilotyny. Gdy ostrze gilotyny spadło na jego kark, tylko go poraniło. Zginął dopiero po ponownym opuszczeniu ostrza. Po jego śmierci rojaliści ogłosili królem Francji jego małoletniego syna – Ludwika XVII. Po restauracji Burbonów, 21 stycznia 1815 szczątki Ludwika zostały ekshumowane z cmentarza św. Magdaleny i złożone w krypcie Bazyliki Saint-Denis.

## Genealogia
| Prapradziadkowie                     | Ludwik Wielki Delfin (1661–1711) ∞1680 Maria Anna Bawarska (1660–1690)    | król Sabaudii Wiktor Amadeusz II (1666–1732) ∞1684 Maria Anna Orleańska (1669–1728) | Rafał Leszczyński (1650–1703) ∞1676 Anna z Jabłonowskich (1660–1727)                | Jan Karol Opaliński (1642–1695) ∞1698 Zofia Anna Czarnkowska (1660–1701)            | elektor Saksonii Jan Jerzy III Wettyn (1647–1691) ∞ 1666 Anna Zofia Oldenburg (1647–1717)       | margrabia Bayreuth Krystian Ernest Hohenzollern (1644–1712) ∞ 1671 Zofia Luiza Wirtemberska (1642–1702) | cesarz rzymsko-niemiecki Leopold I Habsburg (1640–1705) ∞ 1676 Eleonora Magdalena Wittelsbach (1655–1720) | książę Brunszwiku-Lüneburg Jan Fryderyk Welf (1625–1679) ∞ 1668 Benedykta Wittelsbach (1652–1730)      |
| Pradziadkowie                        | Ludwik Mały Delfin (1682–1712) ∞1696 Maria Adelajda Sabaudzka (1685–1712) | Ludwik Mały Delfin (1682–1712) ∞1696 Maria Adelajda Sabaudzka (1685–1712)           | król Polski Stanisław Leszczyński (1677–1766) ∞1698 Katarzyna Opalińska (1680–1747) | król Polski Stanisław Leszczyński (1677–1766) ∞1698 Katarzyna Opalińska (1680–1747) | król Polski August II Mocny (1670–1733) ∞1693 Krystyna Eberhardyna Hohenzollernówna (1671–1727) | król Polski August II Mocny (1670–1733) ∞1693 Krystyna Eberhardyna Hohenzollernówna (1671–1727)         | cesarz rzymsko-niemiecki Józef I Habsburg (1678–1711) ∞ 1699 Wilhelmina Amalia Brunszwicka (1673–1742)    | cesarz rzymsko-niemiecki Józef I Habsburg (1678–1711) ∞ 1699 Wilhelmina Amalia Brunszwicka (1673–1742) |
| Dziadkowie                           | król Francji Ludwik XV (1710–1774) ∞1725 Maria Leszczyńska (1703–1768)    | król Francji Ludwik XV (1710–1774) ∞1725 Maria Leszczyńska (1703–1768)              | król Francji Ludwik XV (1710–1774) ∞1725 Maria Leszczyńska (1703–1768)              | król Francji Ludwik XV (1710–1774) ∞1725 Maria Leszczyńska (1703–1768)              | król Polski August III Sas (1696–1763) ∞1719 Maria Józefa Habsburżanka (1699–1757)              | król Polski August III Sas (1696–1763) ∞1719 Maria Józefa Habsburżanka (1699–1757)                      | król Polski August III Sas (1696–1763) ∞1719 Maria Józefa Habsburżanka (1699–1757)                        | król Polski August III Sas (1696–1763) ∞1719 Maria Józefa Habsburżanka (1699–1757)                     |
| Rodzice                              | Ludwik Ferdynand (1729–1765) ∞1747 Maria Józefa Wettyn (1731–1767)        | Ludwik Ferdynand (1729–1765) ∞1747 Maria Józefa Wettyn (1731–1767)                  | Ludwik Ferdynand (1729–1765) ∞1747 Maria Józefa Wettyn (1731–1767)                  | Ludwik Ferdynand (1729–1765) ∞1747 Maria Józefa Wettyn (1731–1767)                  | Ludwik Ferdynand (1729–1765) ∞1747 Maria Józefa Wettyn (1731–1767)                              | Ludwik Ferdynand (1729–1765) ∞1747 Maria Józefa Wettyn (1731–1767)                                      | Ludwik Ferdynand (1729–1765) ∞1747 Maria Józefa Wettyn (1731–1767)                                        | Ludwik Ferdynand (1729–1765) ∞1747 Maria Józefa Wettyn (1731–1767)                                     |
| Ludwik XVI (1754–1793), król Francji |                                                                           |                                                                                     |                                                                                     |                                                                                     |                                                                                                 | | | |